# Bâtiment de l'ancienne banque de Gdańsk à Włocławek
Le bâtiment de l'ancienne banque de Gdańsk à Włocławek est une maison historique située à Włocławek en Pologne, à l'intersection des rues Żabia et Królewiecka.  

## Histoire
La maison est construite en 1911, conçue par un architecte de Varsovie, Stanisław Paszkiewicz. À l'origine, cette maison est faite pour abriter une banque qui ouvre en 1920. En février 1928, le bâtiment devient le siège de la banque Gospodarstwa Krajowego avant de devenir le siège de la Banque de Gdańsk.

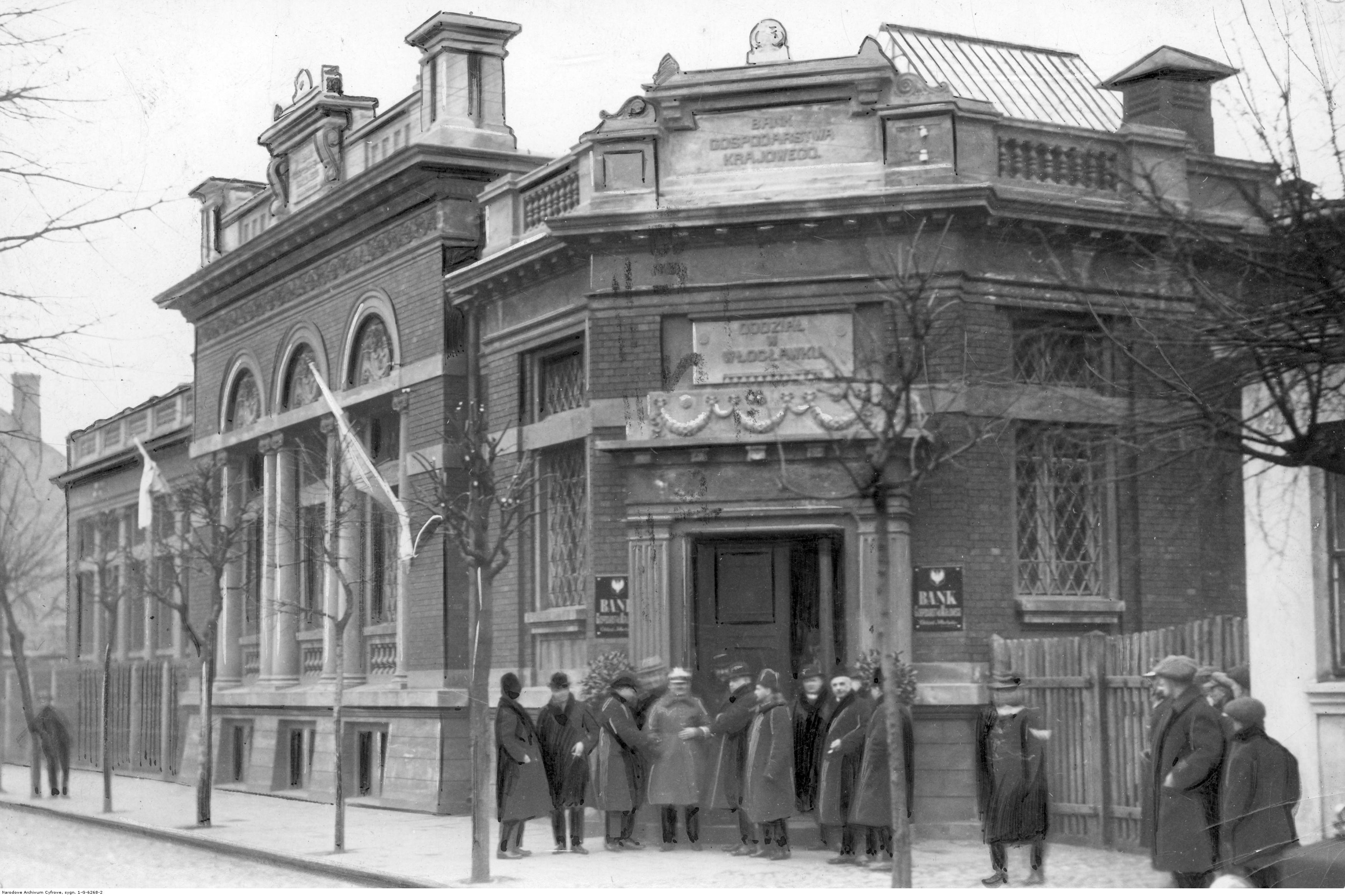
Ouverture d'une filiale de la Bank Gospodarstwa Krajowego à Włocławek, 1928.

Le bâtiment est acquis par l'administration de la ville le 22 novembre 2019. Le bâtiment doit être rénové dans le cadre du programme de revitalisation de la municipalité pour les années 2018-2028. Il s'agit d'une installation interactive ayant pour but de promouvoir l'histoire et les traditions locales.   

## Architecture

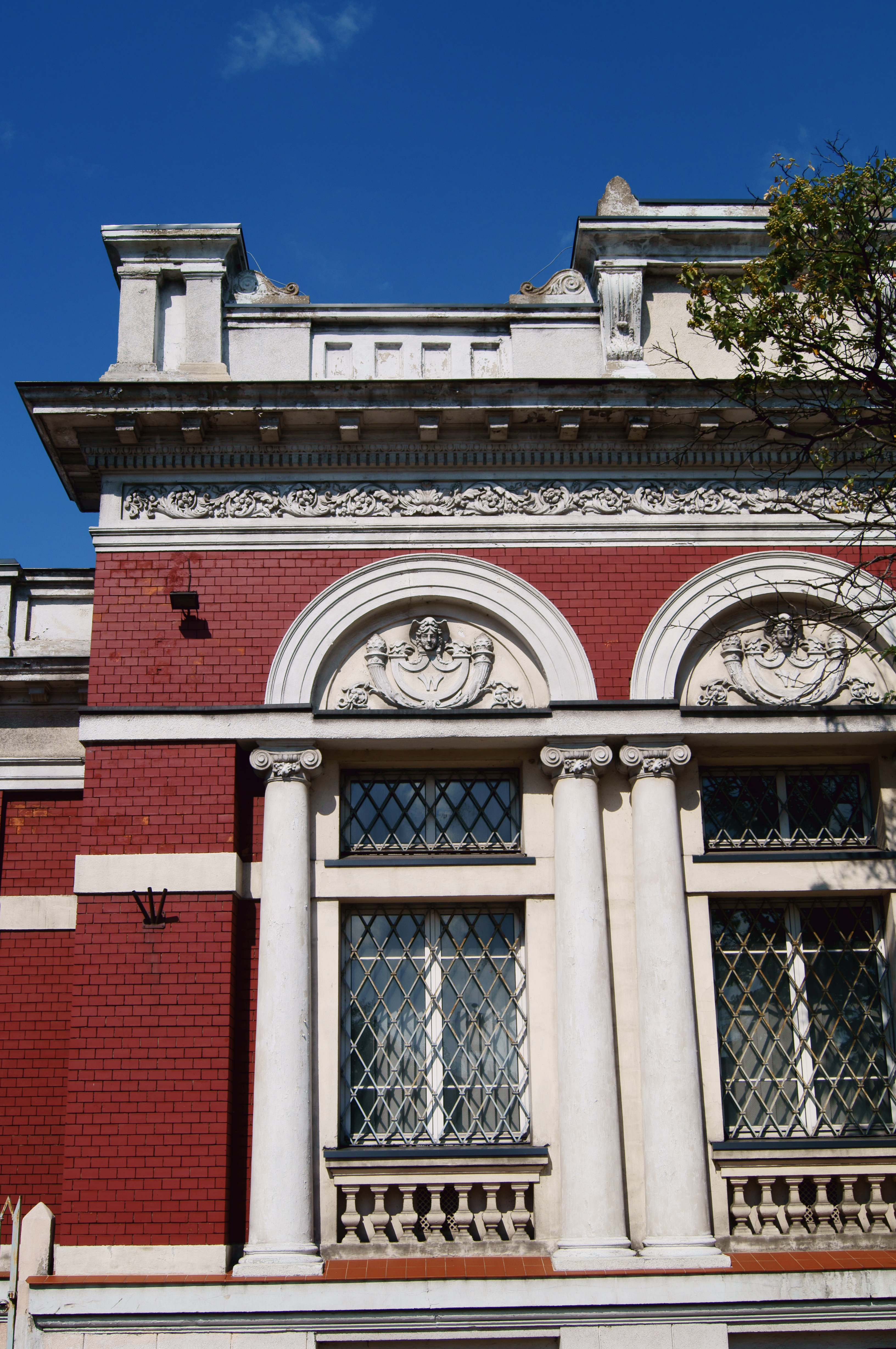
Au-dessus des fenêtres, des lettres bien visibles intégrées aux éléments décoratifs du bâtiment

Il s'agit d'une maison de style Renaissance avec une façade en brique richement ornée et une conception architecturale en plâtre. Un impressionnant hall de présentation circulaire avec une riche décoration en stuc et un puits de lumière magnifiquement décoré de vitraux colorés est particulièrement remarquable, tandis que dans la partie plus récente du bâtiment, les portes massives de la voûte cachée dans le sous-sol sont une caractéristique intéressante.   